# 軍政国境地帯

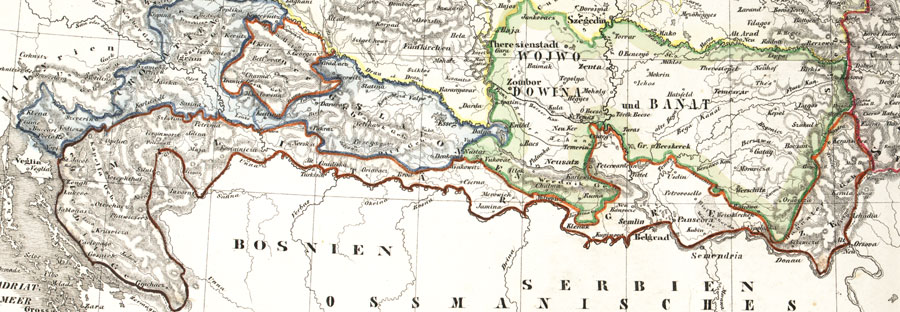
軍政国境地帯（トランシルバニアが描かれていない）

軍政国境地帯（ぐんせいこっきょうちたい、ドイツ語：Militärgrenze, ハンガリー語：határőrvidék, クロアチア語：Vojna krajina）は、オーストリア＝ハンガリー帝国において、辺境の対オスマン帝国防衛線として、ハンガリー・トランシルバニア（当時はウィーン宮廷直轄地）に設定された陸軍常設地帯。

## 行政区分
- Danube Military Frontier - ドナウ川
- Tisa Military Frontier
- Mureș Military Frontier
- Sava Military Frontier - サヴァ川
- バナト軍政国境地帯（英語版） - バナト地方
- スラヴォニア軍政国境地帯 - スラヴォニア地方
- クロアチア軍政国境地帯 - クロアチア地方（ここでのクロアチアはザグレブを中心とする地域の意味。ただし、大半の地域はオスマン帝国に占領されている）
- Šajkaška Battalion
- トランシルバニア軍政国境地帯（英語版） - トランシルバニア地方

## 参考資料
- Walter Berger: Baut dem Reich einen Wall. Das Buch vom Entstehen der Militärgrenze wider die Türken. de:Leopold Stocker Verlag, グラーツ, 1979年 ISBN 3-7020-0342-8
- Jakob Amstadt: Die k.k. Militaergrenze 1522年 - 1881年 (mit einer Gesamtbibliographie). Dissertation, ヴュルツブルク 1969年
- Heeresgeschichtliches Museum (Hrsg.): Die k. k. Militärgrenze (Beiträge zu ihrer Geschichte). ÖBV, ウィーン 1973年 (Schriften des Heeresgeschichtlichen Museums, 6) ISBN 3-215-73302-1